# Geschichte des Tabakkonsums

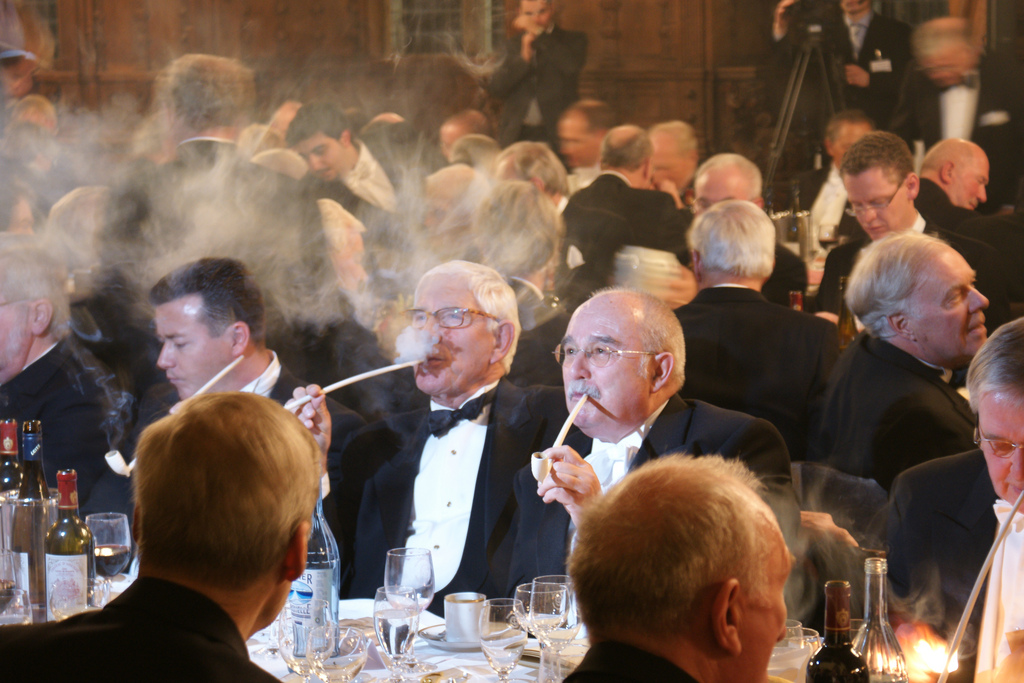
Pfeiferauchen als „Traditionspflege“ – hier 2009 bei der 465. Bremer Schaffermahlzeit, die seit 1545 alljährlich stattfindet

Dieser Artikel fasst die Geschichte des Tabakkonsums in seinen verschiedenen Formen (d. h. aller Tabakwaren) zusammen. Die bekannteste Art ist das Rauchen von Tabak, beispielsweise in Form von Zigaretten oder Zigarren, zudem können Tabakerzeugnisse auch gekaut (Kautabak) oder geschnupft (Schnupftabak) werden. Heute hauptsächlich nur noch von historischer Bedeutung ist die Verwendung eines Auszugs als Klistier (Einlauf).

## Geschichte des Tabakkonsums und seiner Verbreitung

### Ursprung in Amerika
Ursprünglich stammt die Tabakpflanze aus Amerika. Anbau und Konsum waren in Süd- und Nordamerika bereits bekannt, lange bevor die europäischen Eroberer den Kontinent betraten. Die Tabakblätter wurden in Verbindung mit Kalk gekaut (Nordküste Südamerikas), ein Puder mit 50 % Tabakanteil wurde geschnupft (karibische Inseln) und die Tabakblätter wurden zu einer Flüssigkeit verkocht (Guyana-Gebiet). Auch die Urform der Zigarre gab es schon. Geraucht wurden zusammengerollte kleine Tabakblätter umwickelt von großen (Brasilien, Zentralamerika, karibische Inseln) oder zerkleinerter Tabak in Schilfröhrchen (Mexiko). Pfeifen aus Ton, Holz, Stein, Schildpatt oder Silber wurden in Nordamerika benutzt.
Das Rauchen selber hat sich vermutlich aus der Räucherzeremonie der Priester und Medizinmänner entwickelt (vgl. Rauchopfer). Tabaksaft wurde bei Initiationsbräuchen gereicht und medizinische Verwendung fanden etwa Tabakblätter zur Versorgung von Hautverletzungen.
Europäer lernten Tabak bereits bei ihren ersten Begegnungen mit den Menschen Amerikas kennen. Als Christoph Columbus am 12. Oktober 1492 auf den Bahamas landete, brachten die Inselbewohner ihm Präsente, darunter auch Tabakblätter. Mit diesem Geschenk konnte Columbus erst etwas anfangen, als zwei seiner Männer (Luis de Torres und Rodrigo de Xeres) sahen, wie sich Einheimische auf der Insel Kuba die Blätter in den Mund steckten, diese anzündeten und dann den Rauch „tranken“. 1499 lernten die spanischen Eroberer an Venezuelas Küste das Tabak-Kauen kennen, 1500 begegnete der portugiesische Seefahrer Pedro Álvares Cabral dem Pfeiferauchen. 1518 fanden Spanier in Mexiko eine sehr entwickelte Kultur des Rauchens vor.
Der französische Forschungsreisende Jacques Cartier berichtete 1536 von den Rauchgewohnheiten der Indianer Kanadas und dem dazugehörigen Utensil, welches er „pipe“ (Pfeife) nannte. Das Wort Tabak stammt wahrscheinlich von den Antillen, wo das Rauchrohr „tobago“ genannt wurde.
Die Matrosen, Pendler zwischen alter und neuer Welt, fanden Gefallen am Tabak und brachten ihn in die süd- und westeuropäischen Häfen, von wo aus Händler ihn in der ganzen Welt verbreiteten. Schnell wurde die Sitte des Rauchens übernommen. Tabak wurde rasch zum teuren und bedeutenden Handelsgut, wozu auch seine vermutete medizinische Wirkung beitrug. Viele Gastwirtschaften erkannten diese Situation als Marktlücke und boten unter der Bezeichnung Tabagie neben alkoholischen Getränken auch Tabak für einen erschwinglichen Betrag in mietbaren Tonpfeifen an. Da die Gäste meist aus einfachen Volksschichten stammten, war der Ruf dieser Lokale oft nicht der beste.

### Verbotsversuche im 16. und 17. Jahrhundert
Es gab auch damals schon Gegner des Tabakrauchens; sie prangerten unter anderem seinen Missbrauch als Genussdroge an. 1575 wurde für die Kirchen in Mexiko ein erstes Verbot gegen das Rauchen erhoben, da man in der „heidnischen Sitte“ des Rauchens eine Entweihung der Kirchen sah. Spätere Kontrollversuche wurden oft auf Grund von wirtschaftlichen und politischen Ideen angestrengt.

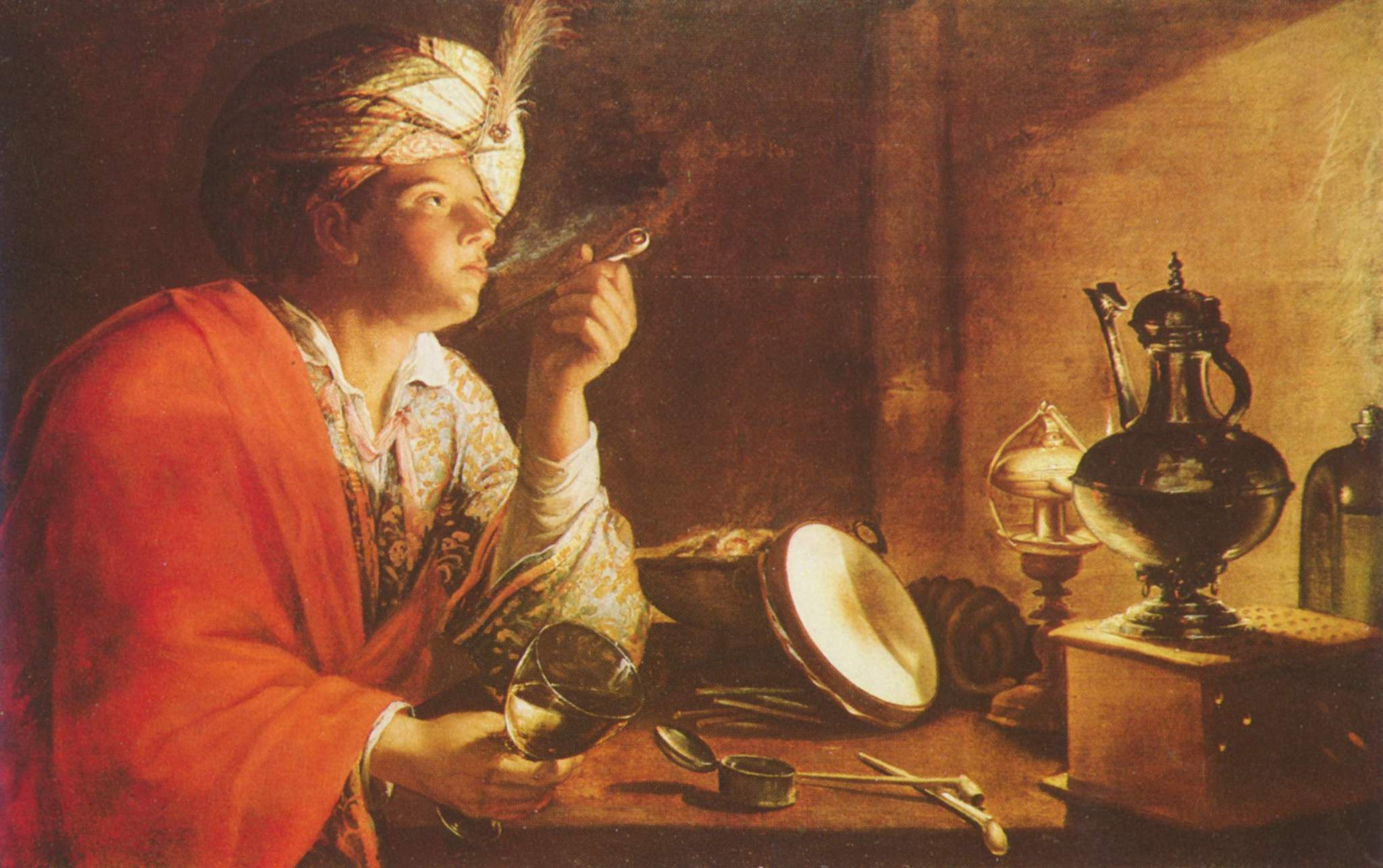
Junger Mann mit Pfeife (Michel Gobin, 17. Jh.)

Die Verbreitung des Tabaks einerseits und diese Kontrollversuche andererseits führten im 17. Jahrhundert in Europa und auch in einigen asiatischen Ländern zu einer Krise. Etwa war London zu einem führenden Tabakhandelszentrum und das Pfeiferauchen in Großbritannien sehr schnell zur weit verbreiteten Sitte geworden. Tabak war ein teures Gut, um die Wende vom 16. zum 17. Jahrhundert den zehnfachen Preis von Pfeffer wert. Jakob I., zu dieser Zeit König von England, veröffentlichte 1603 seine Schrift Der Rauchgegner oder ein königliches Scherzstück über den Tabak, eine Streitschrift gegen den Tabak. Der König brachte seine Abscheu dem Tabak und seine Verachtung den „ausschweifenden und liederlichen“ Rauchern gegenüber zum Ausdruck und bezweifelte dessen medizinische Wirkung.

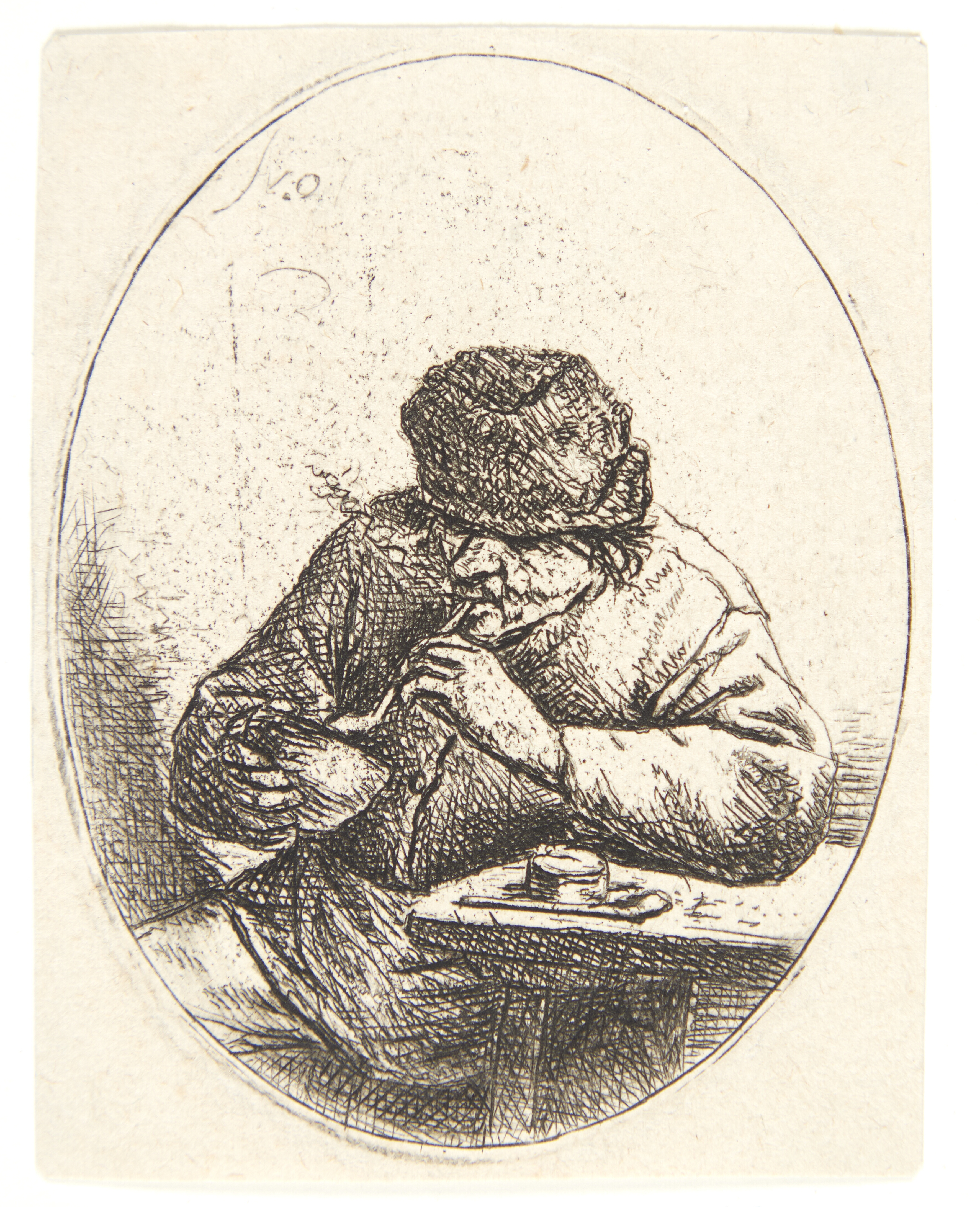
Der Raucher (Adriaen van Ostade, 17. Jh.)

Der erste Versuch eines Tabakverbotes geschah dann in Form von erhöhtem Einfuhrzoll um 4000 %. Die Auswirkung war, dass die Zahl der legalen Importe sank und mit ihnen auch die königlichen Einnahmen. Stattdessen wuchs der Schmuggel, die Ware wurde gestreckt, und der Konsum stieg weiter an. 1608 wurden die Zölle wieder gesenkt und die Steuer für den Tabak zu einer bedeutsamen königlichen Einnahmequelle. Der Fund der Moorleiche der Dannike-Frau aus dem 17. Jahrhundert zeigt allerdings, dass auch sozial schlechter gestellte Personen Tabak rauchten.
In Deutschland wurde die neue Gewohnheit des Rauchens anfänglich mit Verwunderung begutachtet, weitete sich dann aber schnell aus. Die Soldaten des Dreißigjährigen Krieges machten sie in der gesamten Bevölkerung bekannt, bei jung und alt, Mann oder Frau. Um die Mitte des 17. Jahrhunderts war in Kursachsen, Bayern, den habsburgischen Erblanden in Österreich und vielen Kleinfürstentümern der Tabakverkauf verboten. Erlaubt war nur die Abgabe in Apotheken, wenn der Tabak als Medizin verkauft wurde. Jede Missachtung dieser Kontrollversuche wurde mit einer Geldstrafe (in Köln beispielsweise 50 Goldgulden), Arrest und Zwangsarbeit bestraft. Diese Kontrollversuche nützten jedoch wenig, sie wurden nie ernsthaft beachtet, da die Anzahl der Konsumenten zu groß war.
In Russland, China, Japan und der Türkei wurde mit härteren Mitteln gegen den Tabak und seine Verbreitung vorgegangen. Der Tabak wurde in diesen Regionen mit dem Einfluss der europäischen Kolonialmächte in Verbindung gebracht, die es zurückzudrängen galt. Nachdem bereits Sultan Osman II. Tabakgenuss durch Erlass verbot, griff sein Nachfolger Murad IV. zu drastischeren Maßnahmen, ließ 1633 alle Tabakhäuser niederreißen und bedrohte Raucher mit der Todesstrafe; dem lagen auch keineswegs religiöse Motive zugrunde, zumal sich ein Tabaksverbot aus dem Koran nur schwer herleiten lässt. In Russland wurde in der ersten Hälfte des 17. Jahrhunderts der Tabakkonsum vom Klerus als Todsünde angesehen und mit dem Aufreißen der Nase und dem Aufschneiden der Lippe bestraft.

### Das Appalto-System
Die Regierenden und Händler erkannten, dass sich mit dem Tabakhandel enorme Geldmengen für den Staatshaushalt und Gewinne erzielen lassen. So wurden die anfänglichen Verbote bald durch eine gezielte Steuerpolitik ersetzt. Viele übernahmen das „Appalto-System“, das 1627 in Mantua und 1659 in Venedig entwickelt worden war: Ein- und Verkauf sowie Steuererhebung wurde dabei von privaten Pächtern durchgeführt. Diese mussten dafür festgelegte Summen bezahlen und versuchten wiederum, vom Käufer so viel Geld wie nur möglich zu erhalten. Der Tabakpreis stieg in der Folge immens an. Zur Unterdrückung des Schmuggels hatten die Pächter Informanten mit der Berechtigung zur Vergabe von Geldstrafen. Durch ihre Skrupellosigkeit waren die Tabakpächter und ebenso ihre Spitzel beim Volk nicht beliebt. In Frankreich wurden beispielsweise von den Agenten der Pächter rund 2500 Männer, 2000 Frauen und 6000 Kinder festgenommen, deren Richter von den Pächtern bezahlt wurden.
Doch keine noch so grausame Strafe konnte den illegalen Tabakhandel unterbinden. Überall gab es Schmuggelbanden, teilweise mit mehreren hundert bewaffneten Reitern; die Anführer wurden sogar zu Volkshelden. Den Herrschern wurde die Schuld an den immensen Tabakpreisen sowie dem skrupellosen Verhalten der Pächter zugeschrieben, was mit ein Grund für revolutionäre Unruhen wurde. Im Laufe der Französischen Revolution wurden 1794 die letzten Tabak-Pächter auf der Guillotine hingerichtet. Das Appalto-System wurde nach einiger Zeit  durch staatliche Regie oder eine Verbrauchssteuer ersetzt. Dieses System überdauerte in seinen Grundzügen bis heute.

### 18. und 19. Jahrhundert: Tabakkonsumformen und deren soziale Bedeutung
Im 18. und 19. Jahrhundert war Tabak in Europa und Amerika vor allem als Genussdroge und als Quelle von Steuereinnahmen von Bedeutung. Der Konsum stieg stetig an; er war im Alltag, aber auch als Kunstobjekt gefragt. So fand man Tabakfeld und Tabakpflanze als Briefmarkenmotiv wieder, und der Tabak schmückte als Zierpflanze 1818 in Washington die Kapitelle der Säulen des Kapitols.

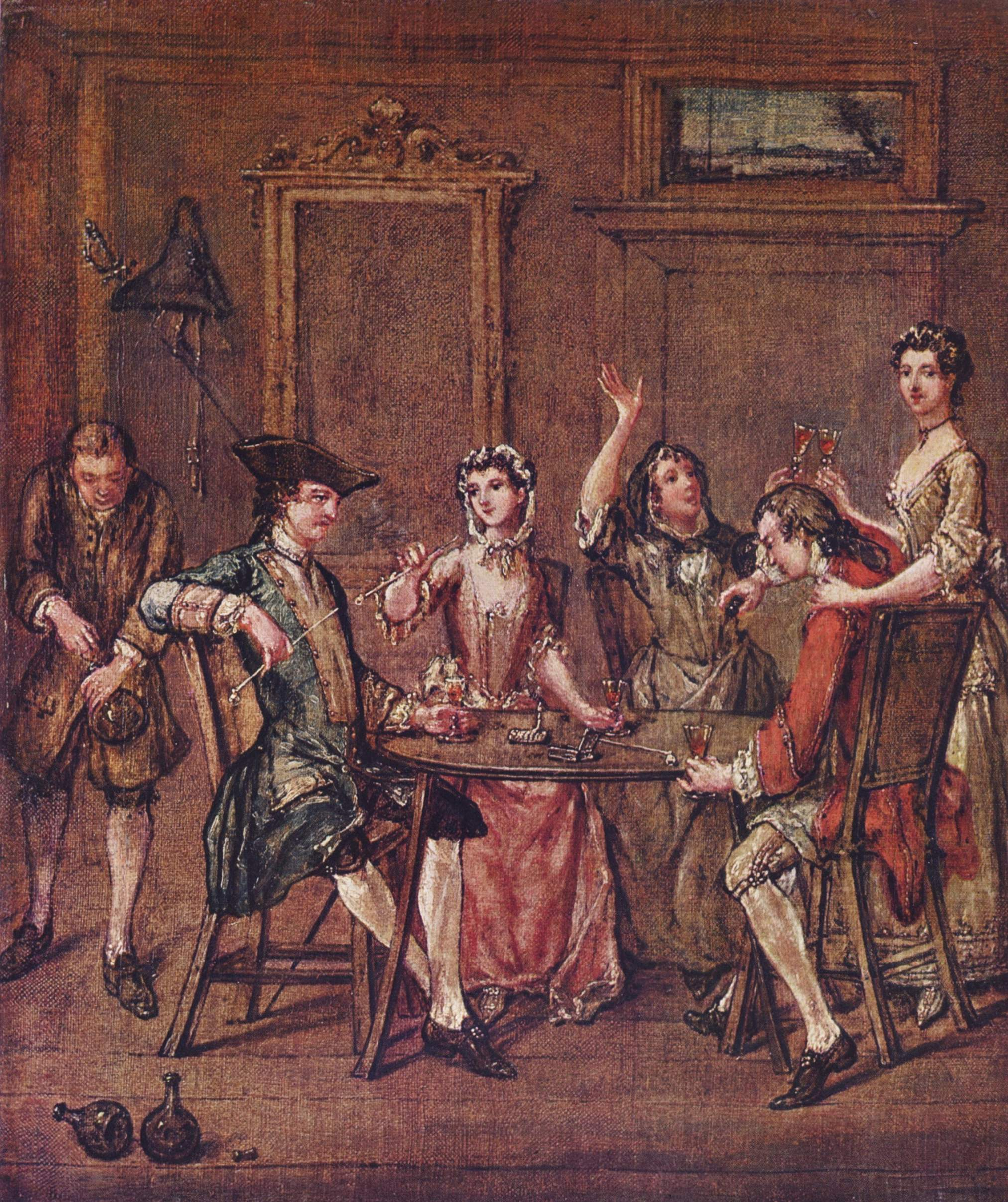
Interieur mit Figuren (Marcellus Laroon d. J., frühes 18. Jh.)

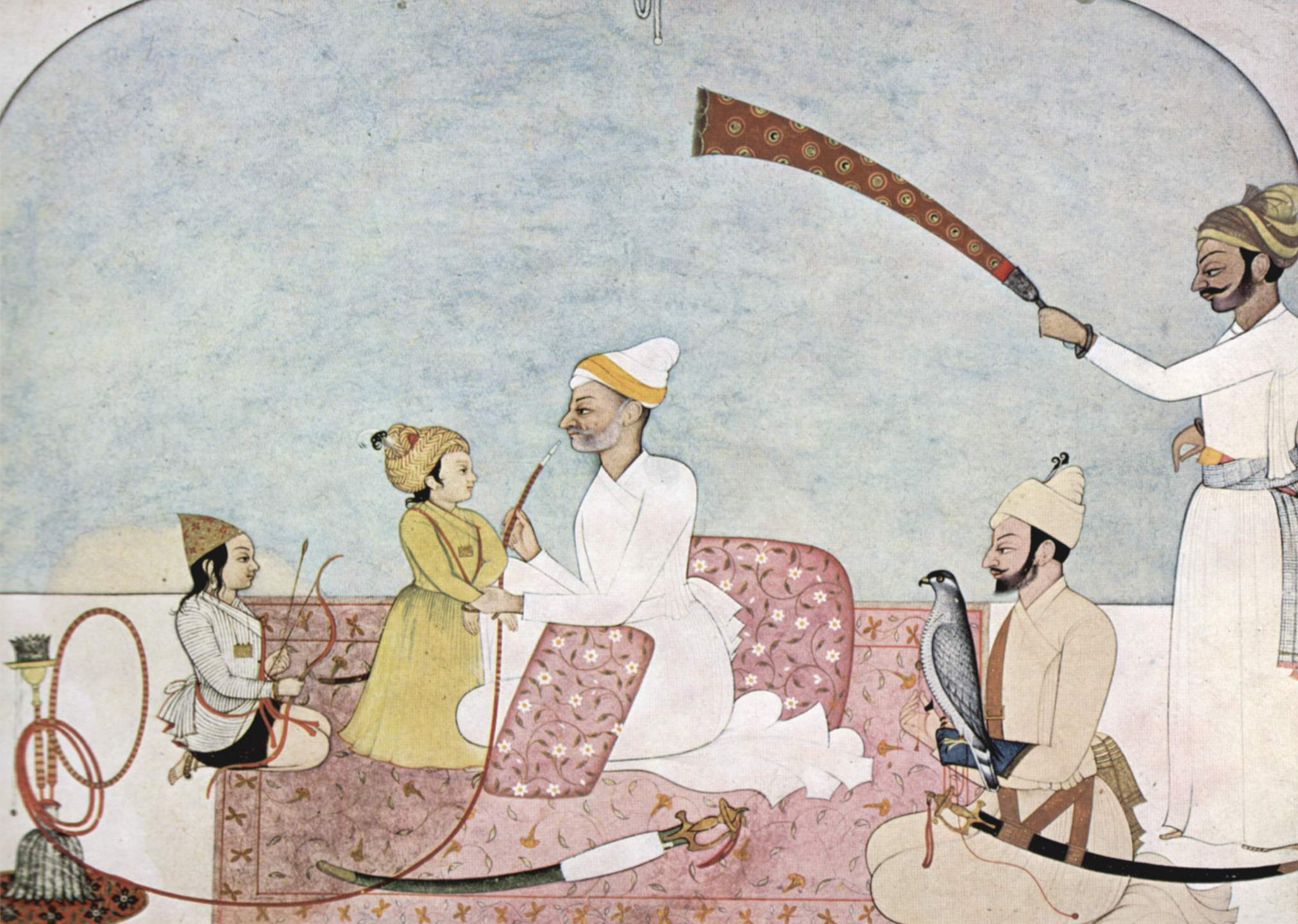
Hügel-Anführer mit Kindern (ind. Buchmalerei, um 1760)

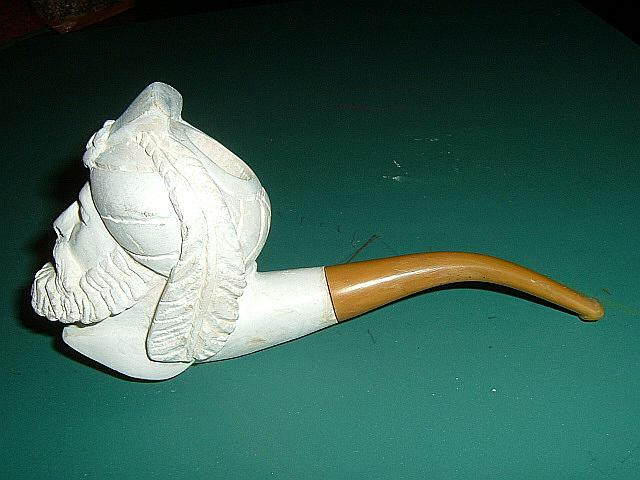
Meerschaumpfeife

Die damals gebräuchlichste Form des Rauchens war die Tabakspfeife. So wurden in Afrika hölzerne und irdene Pfeifen, in Persien und Indien Wasserpfeifen, in Europa sowie im Osmanischen Reich Tonmodelle, Meerschaum- und Bernsteinpfeifen, bemalte Porzellankopf- und Heidekrautwurzelpfeifen hergestellt. Oft flossen in die Gestaltung der Pfeifen auch die politische Ansichten mit ein.
Berühmt wurde das Tabakskollegium des Preußenkönigs Friedrich Wilhelm I., das von seinem Sohn Friedrich II. wieder abgeschafft wurde, weil er das Rauchen hasste. Auch Johann Wolfgang von Goethe beklagte, wie viel Geld in Rauch aufging, und schrieb dazu: „Das Rauchen macht dumm; es macht unfähig zum Denken und Dichten.“
Trotz der starken Verbreitung des Pfeiferauchens besaßen zu damaliger Zeit auch Schnupftabak und die Zigarre eine große Popularität. Vor allem das 18. Jahrhundert gilt als Zeitraum des Schnupftabaks. Dieser gelangte aus Amerika nach Portugal, Spanien und Italien. In diesen Ländern zählten die Priester zu den stärksten Schnupfern. Das ständige Niesen in den Messen führte dazu, dass die Kirche ein Verbot des Tabakschnupfens erließ. Dieses war jedoch erfolglos, sodass 1725 das Schnupfen und Rauchen von Tabak von der Kirche wieder erlaubt wurde. Der Tabak wurde anfänglich eigens als kegelförmige Pressform gekauft und anschließend auf einer Reibe geraspelt. Zu späteren Zeiten gab es dann den Beruf des Rasplers, bei dem man den fertigen Schnupftabak kaufte.

Ludwig XIV. besaß eine Abneigung gegen das Rauchen, weswegen stattdessen am königlichen Hof das Schnupfen gängig wurde. Außerdem wollte sich die Aristokratie vom aufstrebenden Bürgertum durch eine gehobene Lebensführung abgrenzen. So wurde das Schnupfen zu einer regelrechten Kunstform entwickelt, die es zu zelebrieren galt. Bei einem echten Edelmann der Rokoko-Zeit durfte das passende Accessoire, die Tabakdose, nicht fehlen, die so kostbar wie nur möglich zu sein hatte, aus Porzellan oder Gold und mit Edelsteinen besetzt. Tabakdosen wurden auch als Diplomatenpräsent verschenkt.
Zeitgenössische Kritiker betonten aber auch die Nachteile des Tabakschnupfens: Man bekomme „triefende und stinkende Nasen“ und einen schlechten Atem. Dennoch wurde das französische Tabakschnupfen vom restlichen Europa, vom Adel wie vom Volk, übernommen, und nicht nur die Männer schnupften Tabak, sondern auch Frauen. Zum Ende des 18. Jahrhunderts war in Deutschland und Frankreich 90 % des verkauften Tabaks Schnupftabak. Über 200 Sorten waren im Handel. Der Konkurrenzkampf war enorm und so entstand die erste Tabakreklame. Der Tabakdose kam die Funktion des Politikums zu – es gab beispielsweise für das Volk Dosen mit den Gesichtern von Voltaire, für die Royalisten das Konterfei von Ludwig XIV. Im ersten Drittel des 19. Jahrhunderts ebbte das Schnupfen des Tabaks ab, da dem „Ancien Régime“ ein Ende gesetzt wurde und somit auch der Aristokratie mit ihrer Schnupfkultur. Das aufstrebende Bürgertum fand in der Zigarre eine Alternative.

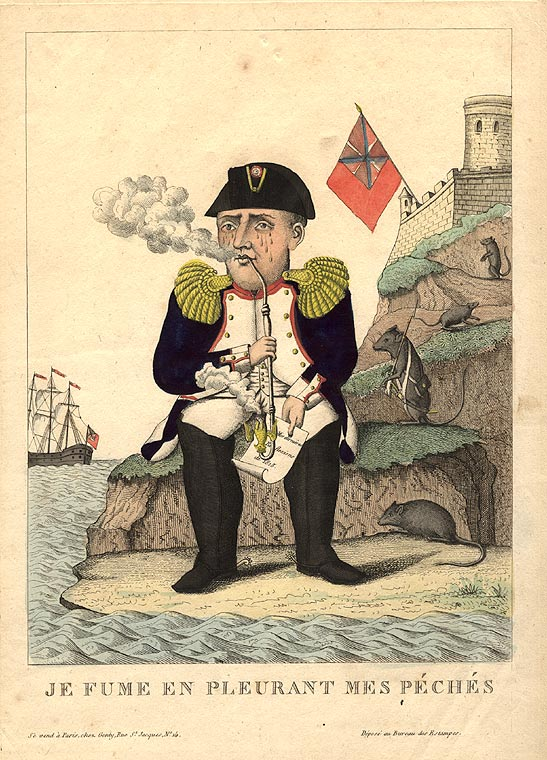
Je Fume en Pleurant mes Péchés (Napoleon-Karikatur, 1815)

Ihr Ausgangspunkt war Spanien, und bereits 1720 waren in der Zigarrenindustrie in Sevilla über 1000 Frauen tätig (vgl. Carmen). Nach 1814 verbreiteten französische und britische Soldaten, die sich während der Napoleonischen Kriege auf spanischem Boden befanden, die Zigarre in ihren Heimatländern. Auch in anderen europäischen Ländern steigerten sich Produktion und der Konsum der Zigarren. In Preußen betrachtete man die Angewohnheit des Zigarrenrauchens mit Argwohn, denn es galt zur Zeit vor der Märzrevolution als ein Symbol für „Volksverhetzer“. So war in Berlin das Rauchen der Zigarre auf der Straße verboten. Missachtung dieses Gesetzes wurde als „Auflehnung gegen die herrschende Staatsgewalt“ angesehen. Nach der Revolution wurde das Verbot 1848 als „Zugeständnis an die Revolutionäre“ aufgehoben. In der zweiten Hälfte des 19. Jahrhunderts wurde die Zigarre dann ein Symbol des Bürgerreichtums, die gehobene Gesellschaft richtete in ihren Häusern Rauchzimmer ein.
In der Folge der Novemberrevolution 1918 beseitigten die Preußischen Staatseisenbahnen Anfang 1919 noch bestehende Rauchverbote am Arbeitsplatz, soweit diese nicht feuerpolizeilich bedingt waren.
In den USA wurde zur Jahrhundertwende im Vergleich zu anderen Nationen viel Kautabak verbraucht. Tabak zu kauen galt als männlich, der dazugehörige Spucknapf durfte ebenfalls nicht fehlen. Im Jahr 1947 wurden 100 Millionen Pfund Kautabak verkauft. In Europa taten es nur die Seeleute und Bergmänner den Amerikanern wegen der Brandgefahr auf Schiffen und unter Tage gleich. Danach begann allerdings der Siegeszug der Zigarette.

### Die Zigarette im 19. und 20. Jahrhundert

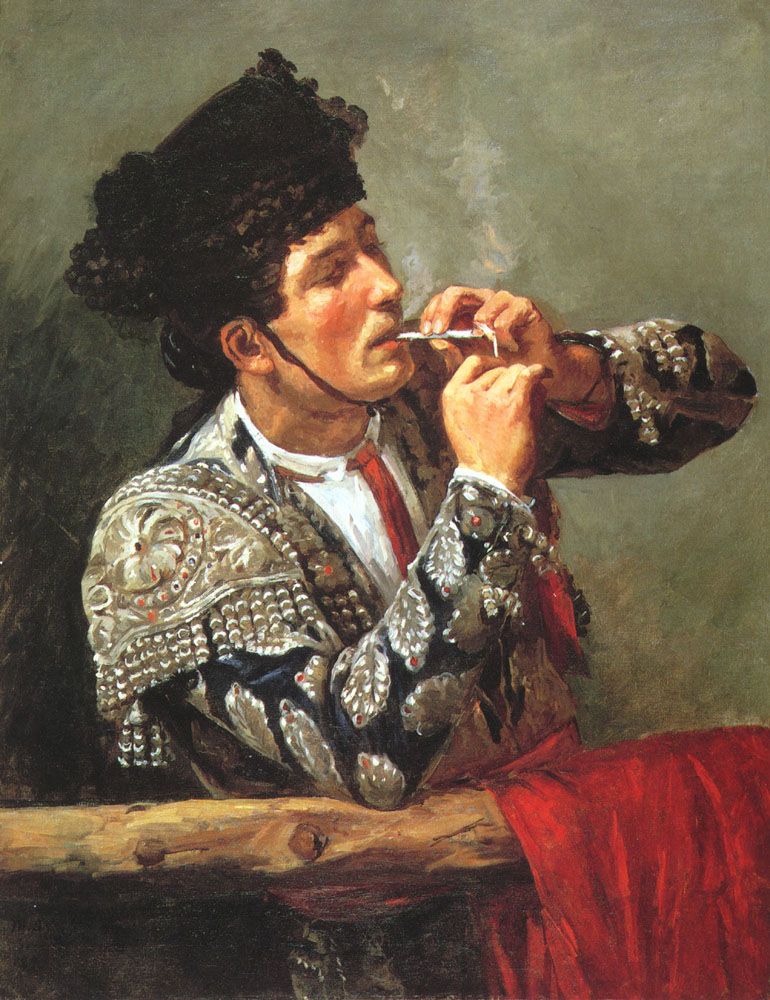
Toreador (Mary Cassatt, 1873)

Um Abfälle der Zigarrenproduktion nutzbringend zu verwerten, wickelten Arbeiterinnen der Tabakmanufakturen Tabakreste in Papier. Diese papelitos wurden ab dem 18. Jahrhundert in Mexiko-Stadt zum Verkauf angeboten und kamen dann zu Beginn des 19. Jahrhunderts über Spanien nach Frankreich. Hier erhielt die Zigarette ihren heute üblichen Namen – die französische Verkleinerungsform von cigare (Zigarre). Auch im Osmanischen Reich und in Russland war sie begehrt, da hier ein milderer als der europäische oder amerikanische Tabak angepflanzt wurde, wodurch die Zigaretten besser schmeckten.

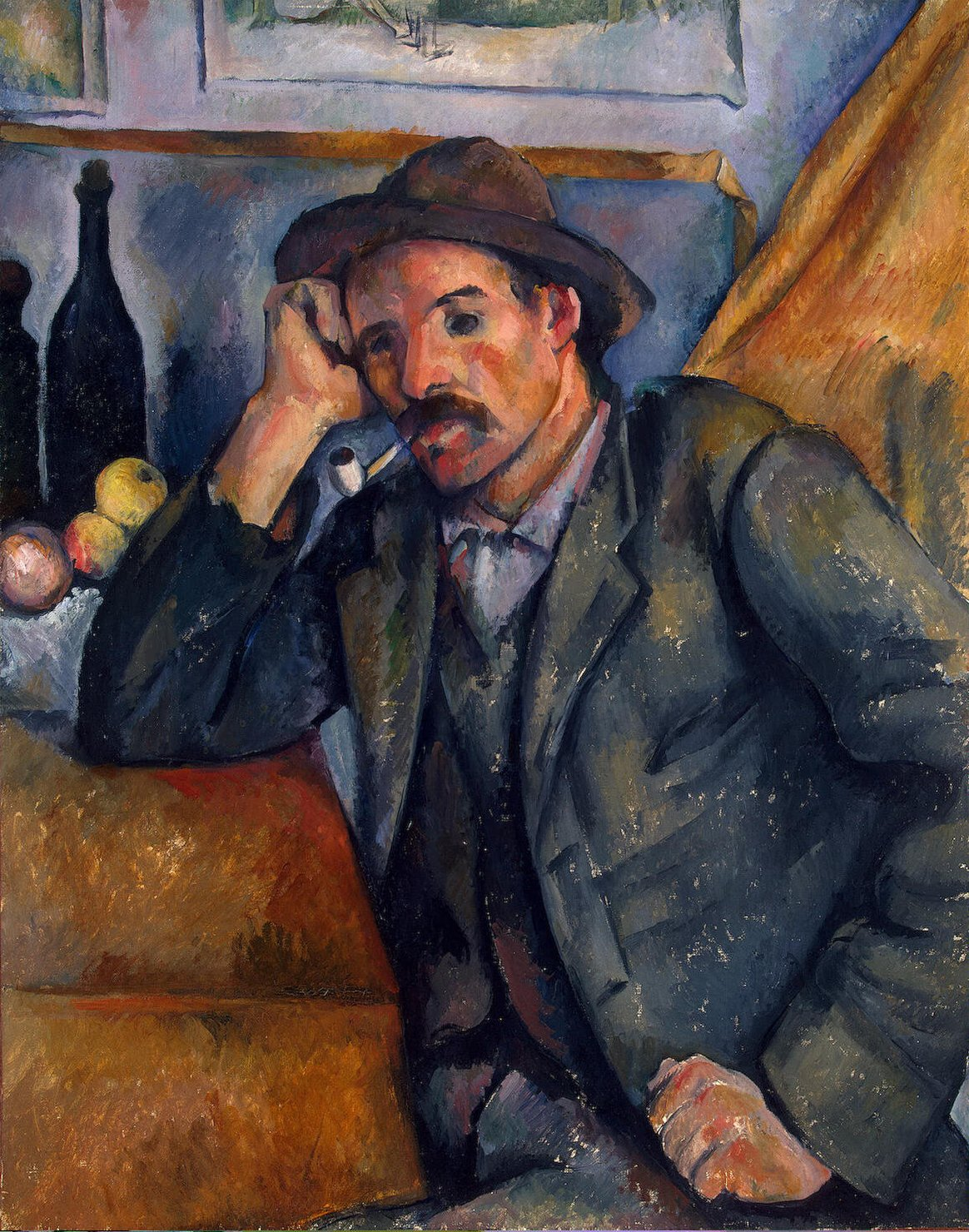
Mann mit der Pfeife (Paul Cézanne, 1890)

Im ersten Krimkrieg (1853–1856) rauchten die mit den Osmanen verbündeten britischen und französischen Soldaten Tabak in Zeitungspapier. Die „kosja noschka“, pfeifenähnlich gefaltetes und mit Tabak gefülltes Papier, und ebenso die „zirhaha“, eine Papierrolle in Zigarrenform, waren beide billiger als die Zigarre und kriegstauglicher als eine zerbrechliche Pfeife. Die Offiziere übernahmen diese Zigarettenvorformen und brachten sie in die Londoner und Pariser Clubs. Es entstanden Zulieferer-Märkte in Kairo, Konstantinopel, Moskau und Sankt Petersburg. Die erste Zigarettenfirma Deutschlands entstand 1862 in Dresden als Zweigstelle der Petersburger Firma Laferme mit anfänglich gerade einmal sieben Mitarbeitern. In den darauffolgenden Jahrzehnten gab es immer mehr Betriebe in Deutschland, Griechenland, Russland und anderen Ländern. Die Produktion in Deutschland stieg von 60 Millionen in den 60er-Jahren des 19. Jahrhunderts auf 11,5 Milliarden im Jahr 1912. Tabak und Zigaretten wurden auch importiert, vor allem russische, türkische und ägyptische.
Die Zigarette bekam Kultstatus und deren Utensilien, wie edle Etuis, wurden zu Statussymbolen. Man konnte sich mit der Zigarette vom gewöhnlichen Bürger abgrenzen und „weltmännische Überlegenheit“, Weltläufigkeit, elegante Lebenskunst sowie eine Tendenz zur Verruchtheit demonstrieren. Im Gegensatz zur Zigarre, die eher für den langsamen Genießer stand, war die Zigarette der Schnelllebigkeit, dem Zeitgefühl der damaligen Zeit, zugeschrieben und passte somit besser als die zuvor beliebte Zigarre. Die Pfeife geriet aus der Mode, denn die Stopfvorgänge waren langwierig. Mit der Einführung der Zigarette gab es nun außerdem eine Rauchdroge, die auch für die Unterschichten bezahlbar war. Sie war nicht nur billiger, auch der Lebensstandard war gewachsen, zugenommen hatten aber auch Stress- und Leistungssituationen, Lust auf Anregung und Entspannung. Die Zigarette war milder als die anderen Tabakformen, es kam seltener zur Überdosis. Das Erlernen des Zigarettenrauchens war leichter als bei Pfeife und Zigarre. Im Ersten Weltkrieg, in der Weltwirtschaftskrise und im Zweiten Weltkrieg unterdrückte die Zigarette den Hunger der Bevölkerung.

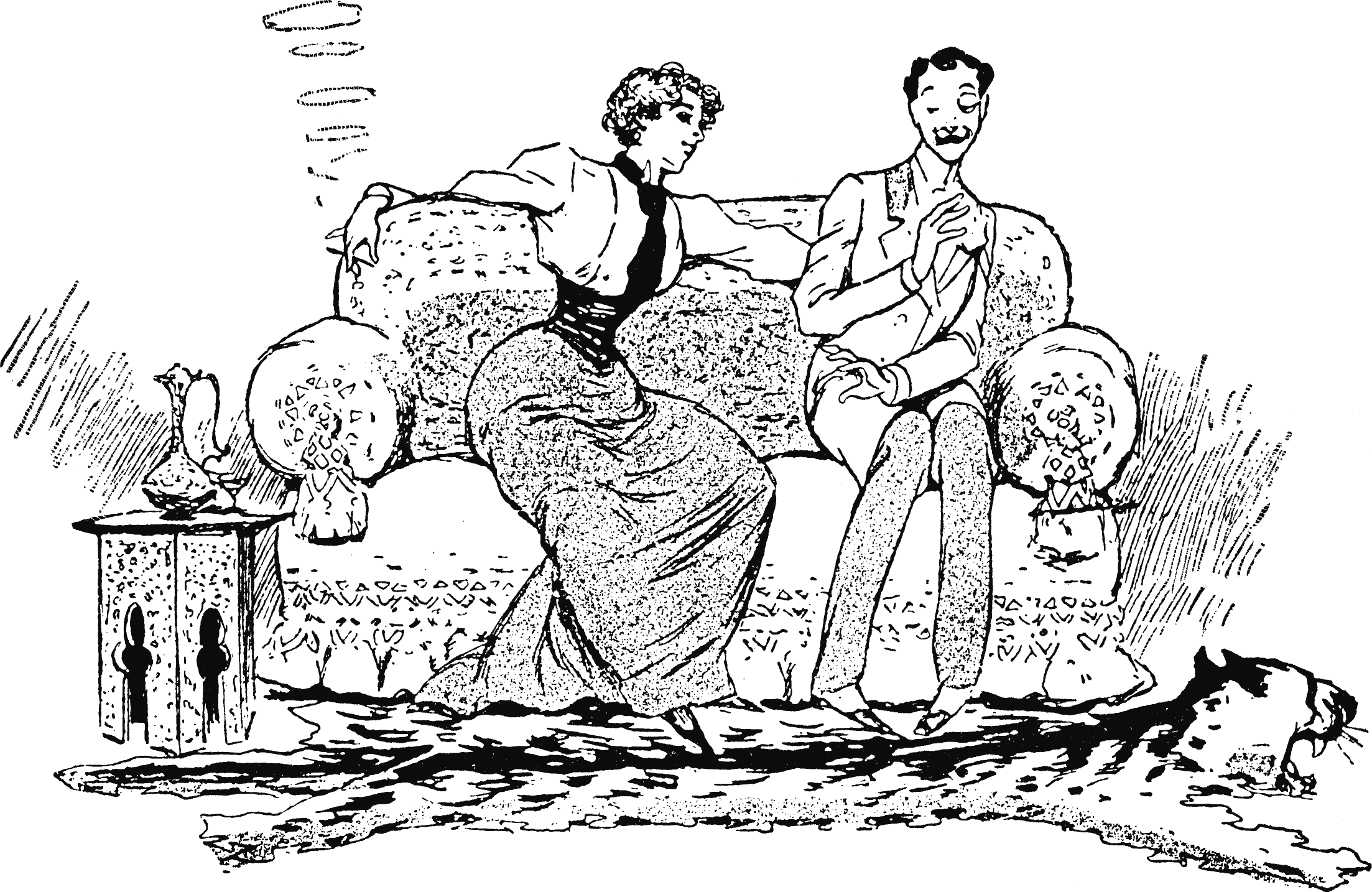
Karikatur mit rauchender emanzipierter Frau und schüchternem Mann (1890er-Jahre)

Frauen wurden mit der Zigarette als neuer Kundenstamm erschlossen, da Pfeife oder Zigarre als zu männlich betrachtet wurden. Die schlanke Zigarette passte zum damaligen Schönheitsideal, und so wurde das Zigarettenrauchen von emanzipierten Frauen populär gemacht.
Mit der aufkommenden Zigarettenwerbung versuchte die Industrie, die Nachfrage zu erhöhen und den Markt auszudehnen. 1910 gab es rund 20.000 Zigarettenhersteller, aber dann waren es die großen Zigarettenmarken, die eine Konzentration im Industriesektor vorantrieben.

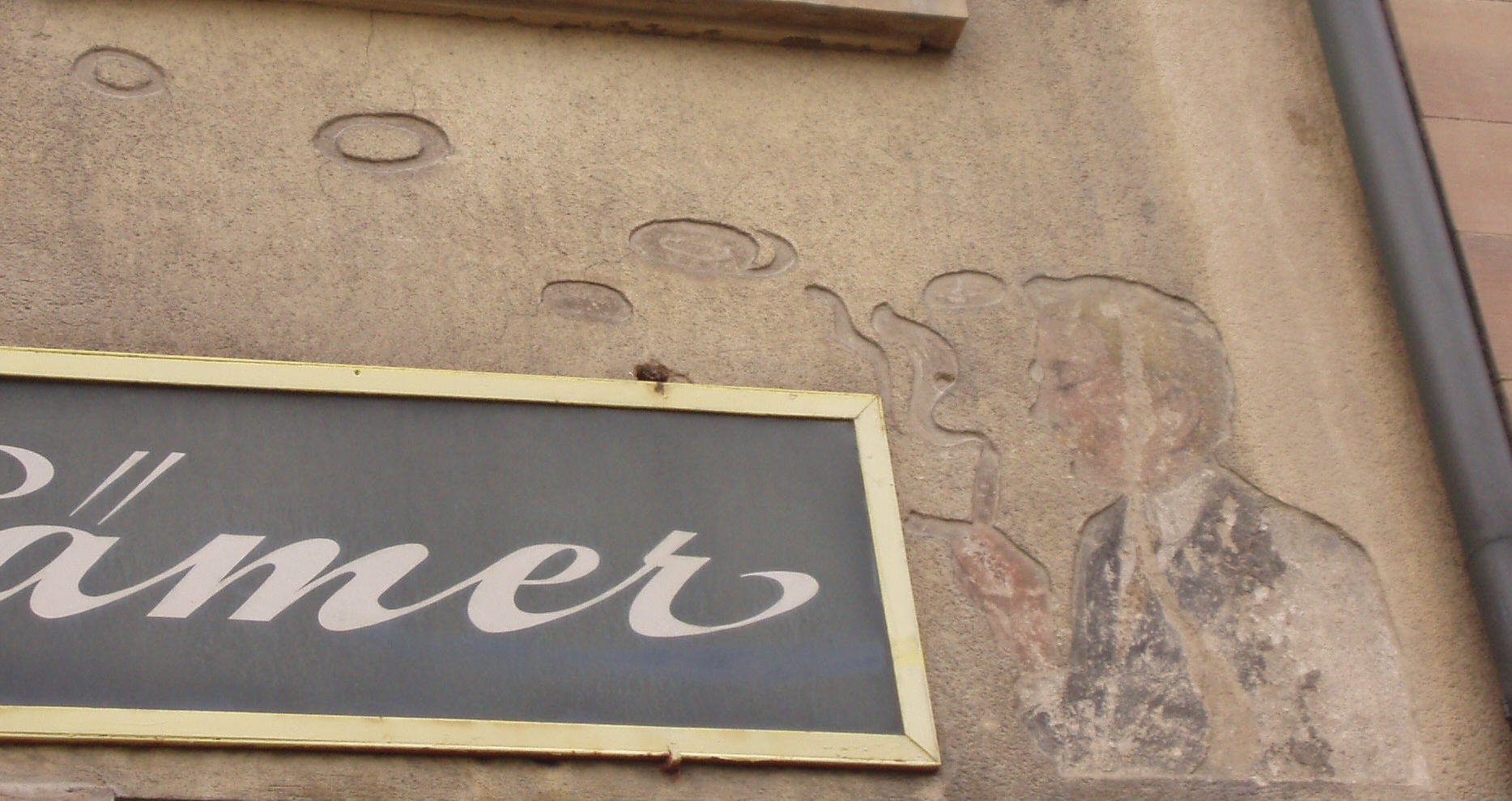
Fassadenschmuck eines Tabakgeschäfts von 1909

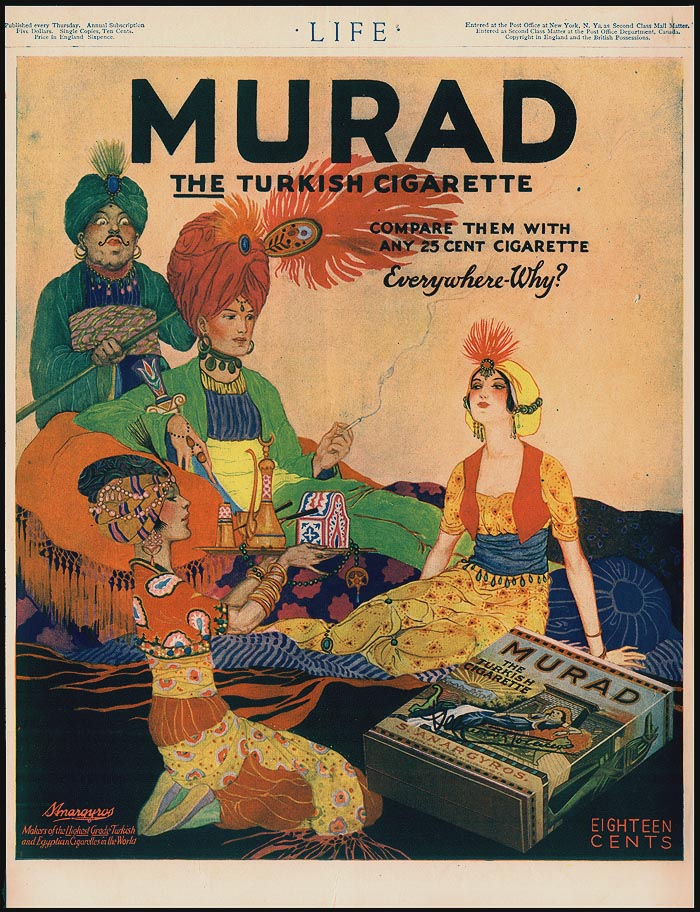
Reklame für türk. Murad-Zigaretten (1918)

In den USA wuchsen Produktion und Konsum stärker als in Deutschland. Dort wurde eine neue Tabakmischung erfunden, die „American Blend“, eine Mischung aus Virginia-, Burley- und türkischem Tabak. Deren Vorteil war, dass sie milder und billiger waren. Dazu wurde dieser Tabak mit einer neuen Methode getrocknet, mit Hilfe von durch Metallröhren geleiteter Hitze. Dabei entsteht eine Fermentation, deren Rauch besser in die Lunge gelangt, und somit kann das Nikotin schneller ins Gehirn gelangen. 1913 kam die erste „Camel“-Zigarette auf den Markt. Die Marke erlangte bis 1918 einen Marktanteil von 40 % und blieb lange Zeit der Liebling der Amerikaner. 1939 kam die „Pall Mall“ auf den Markt und mit ihr die erste King-Size-Zigarette, 1954 die Winston als erste Filterzigarette.
Etwa gleichzeitig mit der Prohibition gegen den Alkohol wurden von 1895 bis 1921 in 14 Bundesstaaten der USA Gesetze gegen den Tabakkonsum erlassen, die jedoch wenig Erfolg zeigten.
In den 1930er-Jahren war Deutschland der größte Tabakimporteur der Welt, pro Jahr wurden 100.000 t (aus Griechenland, der Türkei und Bulgarien) eingeführt. Dabei rauchten 80 % aller deutschen Männer (12,5 Zigaretten pro Tag) und 20 % aller Frauen (7,2 Zigaretten pro Tag).
Erstmals mit den gesundheitlichen Gefahren begründete Rauchverbote wurden nach Meinung des US-Forschers Robert N. Proctor in Deutschland unter den Nationalsozialisten erlassen. Diese führten eine umfassende Kampagne gegen das Rauchen in öffentlichen Gebäuden, Verkehrsmitteln und am Arbeitsplatz. Auch die Werbung für Tabak und der Anbau wurden starken Auflagen unterworfen. Adolf Hitler bezeichnete Tabak als „Rache des roten Mannes“ (Indianer) an der „weißen Rasse“ für den Alkohol. Im Mittelpunkt der Propaganda standen gesundheitliche Folgen und die Minderung der Arbeitskraft, vermengt mit rassistischer Propaganda gegen Juden und Schwarze. Zu den Neuerungen dieser Epoche zählen auch der Begriff des Passivrauchens und das Einführen von Nichtraucher-Abteilen in Zügen. Allerdings setzten die Nazis auch selbst Zigaretten ein etwa zur Finanzierung der SA (Zigarettennamen „Sturm“ und „Trommler“), und mit dem Krieg wurden die Rauchverbote wieder stark gelockert.
Im August 1939, kurz vor Beginn des Zweiten Weltkriegs, wurde der Tabak rationiert; es gab nun Raucherkarten: für erwachsene Männer, denen pro Monat 40 Zigaretten zustanden, und für Frauen im Alter von 25 bis 55 Jahren, die pro Monat 20 Stück erhielten.
Im Nachkriegsdeutschland wurden wegen des völligen Zusammenbruchs von Wirtschaft und Geldverkehr Zigaretten zu einer Zweitwährung, der Zigarettenschmuggel blühte. Die Maßnahmen gegen das Rauchen fanden ein vorläufiges Ende. Viele der heute noch gültigen Studien (zum Beispiel die des Wissenschaftlichen Institutes zur Erforschung der Tabakgefahren aus der Zeit des Nationalsozialismus) gingen unter, Rauchen wurde sexy.
In den 1950er Jahren galt das Rauchen am Steuer als medizinisch empfehlenswert, denn das Nikotin halte wach und trage deswegen zur Sicherheit im Straßenverkehr bei. Die ADAC Motorwelt berichtete 1952 von einer englischen Studie, der zufolge „Kraftfahrer unter dem Einfluß des Nikotins weniger zu alkoholischen Beeinträchtigungen ihrer Fahrtleistungen gelangen“ als ohne. Wer rauchte, fuhr quasi betrunken sicherer. Der ADAC sah eine seiner Hauptaufgaben darin, „die laufende Zusammenarbeit zwischen den Tabak- und den Kraftfahrervereinigungen“ zu sichern.
Das Image des „coolen Rauchers“ sollte bis in die achtziger Jahre noch bestehen bleiben, Stars und Politiker rauchten in Talkshows und in Filmen. Anschauliche Beispiele für fast permanenten Tabakkonsum auf der Leinwand bieten beispielsweise die französischen Filme der späten Sechziger und frühen Siebziger: So raucht Michel Piccoli in Sautets Film Die Dinge des Lebens nur in den Einstellungen nicht, in denen er als Sterbender gezeigt wird.
Erst mit dem (durch Rauchen bedingten) Tod vieler prominenter Raucher wie Humphrey Bogart (Speiseröhrenkrebs), Gary Cooper, Steve McQueen oder Yul Brynner sowie des Marlboro-Cowboys Wayne McLaren aus der Kinowerbung wandelte sich das Bild.

### Markteinführung von elektrischen Zigaretten Anfang des 21. Jahrhunderts
Vor allem während des 2010er Jahrzehnts wurde der Handel der elektrischen Zigarette weltweit zu einem Massenmarkt, sodass die E-Zigarette in manchen Ländern den bisher klassischen Zigarettenkonsum etwas reduzierte.

#### Situation Anfang des 21. Jahrhunderts (in Deutschland)
Anfang des 21. Jahrhunderts sorgten in Deutschland Preis- bzw. Steuererhöhungen auf Tabak für einen Rückgang der Tabakkonsumenten. Unter den Erwachsenen, die sich das Rauchen infolge der Preissteigerungen abgewöhnten, war bzw. ist ein hoher Akademikeranteil.
Die stetigen Preiserhöhungen sorgten in den 2000er und 2010er Jahren dafür, dass trotz gesunkener Verkaufszahlen von Zigaretten in Deutschland die Einnahmen für die Tabakindustrie auf dem gleichen Niveau geblieben sind.
Mit der staatlich geförderten Präventivkampagne Be Smart – Don’t Start sollten bzw. sollen Jugendliche vor dem Rauchen abschreckt werden. Tatsächlich sank der rauchende Anteil der Kinder und Jugendlichen innerhalb zweier Jahrzehnte immer wieder auf ein neues Rekordniveau. Doch nach Einschätzung des deutschen Krebsforschungszentrums lag dies weniger an der Kampagne als vielmehr an den hohen Tabakpreisen, die durch die Preiserhöhungen in den 2000ern zustande kamen. Zudem gelten Smartphones als ein Faktor, der das Rauchen durch Ablenkung verringerte.

## Zusatzstoffe
Dem Tabak werden bei der Verarbeitung häufig Stoffe beigemengt, um den Rauch leichter konsumierbar zu machen und möglicherweise das Suchtpotenzial zu erhöhen. Ammoniumchlorid erhöht die Aufnahme von Nikotin um ein Vielfaches, so dass aus Lightzigaretten trotz des maschinell gemessenen niedrigen Nikotinwertes eine ähnlich hohe Nikotinmenge im Blut des Rauchers ankommt wie bei stärkeren Zigaretten. In Deutschland ist dieser Zusatz zum Zigarettentabak verboten, staatliche Untersuchungsämter überprüfen regelmäßig die Tabakprodukte auf ihre chemische Zusammensetzung. Der These, dass der Zusatz von Ammoniumverbindungen zum Zigarettentabak die Aufnahme von Nikotin aus dem Rauch verstärkt, widerspricht eine Studie aus dem Herbst 2011, die von einer staatlichen Forschungseinrichtung in den Niederlanden veröffentlicht wurde. Demnach hat der Ammoniumanteil im Zigarettentabak keinen Einfluss auf die Nikotinaufnahme. Zucker soll den Rauch milder machen, damit beim Inhalieren kein kratziges Gefühl entsteht.

## Gesundheitsrisiken des Tabakrauchens

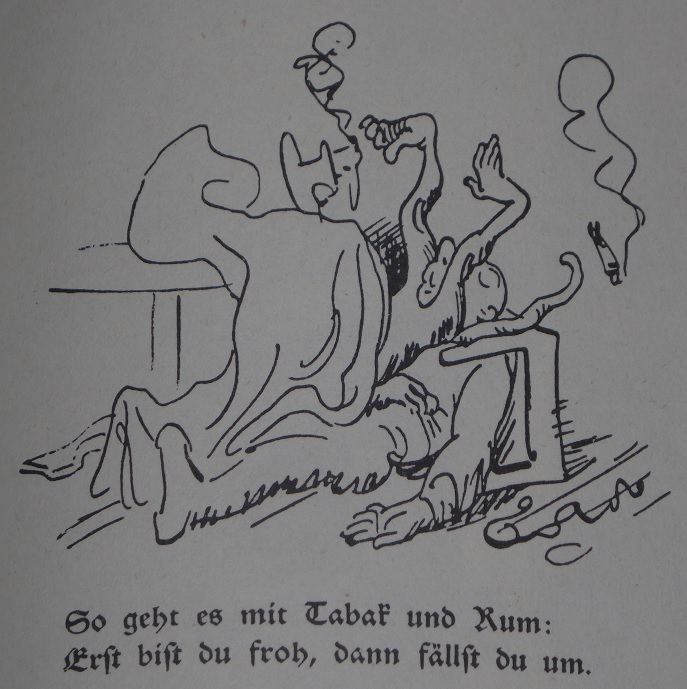
So geht es mit Tabak und Rum: Erst bist Du froh, dann fällst Du um. Karikatur aus Wilhelm Buschs Die Haarbeutel von 1878

Bereits Anfang des 20. Jahrhunderts erschienen erste Berichte über negative Klinikerfahrungen, doch es gab noch wenige medizinische Untersuchungen. Erst als Vergleiche und Langzeituntersuchungen zwischen Nicht-Rauchern und Rauchern durchgeführt wurden, wurden gesundheitsschädigende Folgen des Tabakrauchens festgestellt. Die ersten großen Untersuchungen wurden in den 1950ern durchgeführt; die Ergebnisse wurden vom amerikanischen „Surgeon General's Advisory Committee“ zusammengefasst und veröffentlicht. Viele wissenschaftliche Arbeiten fallen dabei unter den Begriff Junk Science, da sie von der Tabakindustrie finanziert und manipuliert wurden. In Deutschland wurden insbesondere die Aktivitäten des Verbandes der Cigarettenindustrie bekannt, der von 1977 bis 1991 Forschungsprojekte teils politisch einflussreicher Wissenschaftler steuerte. In den USA war bis 1997 das Tobacco Institute aktiv, dessen Tätigkeit detailliert dokumentiert ist.
Die im westlichen Kulturkreis üblichste Form des Tabakkonsums ist das Rauchen. Die gesundheitlichen Auswirkungen des Konsums von Kau- sowie Schnupftabak sind weniger gut erforscht. Es ist allerdings bekannt, dass nur ein kleiner Teil der aus Tabakrauch extrahierten Karzinogene bereits in frischem bzw. unverbrannten getrockneten/fermentiertem Tabak nachweisbar ist. Das Gros dieser Substanzen entsteht erst durch die Verbrennung. Andererseits weisen Kautabakkonsumenten höhere Cholesterinwerte als Raucher auf, ein mindestens so hohes statistisches Risiko an Kreislauferkrankungen sowie ein weit höheres Risiko, an Mundkrebs zu erkranken.
Die Gesundheitsgefährdung durch Rauchen: 
Die gesundheitsgefährdenden Bestandteile 

## Zukunft des Tabakkonsums

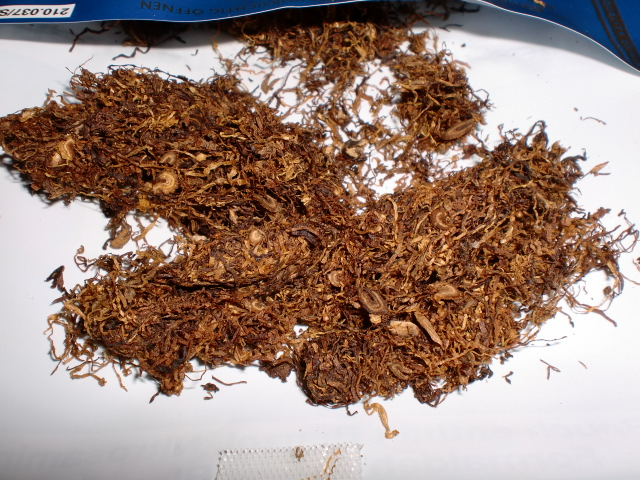
Zigarettentabak

Wachsende Kenntnisse über die gesundheitlichen Risiken, die mit dem Tabakkonsum verbunden sind, haben viele Staaten veranlasst, dem Nichtraucherschutz verstärkte Aufmerksamkeit zu schenken und Maßnahmen zum Rückgang des Tabakkonsum zu ergreifen wie beispielsweise Erhöhung der Tabaksteuer, gesundheitliche Aufklärung, Verbot von Tabakwerbung und Einheitsverpackung. Das Phänomen des Rauchens wird von der Gesellschaft zunehmend kritischer wahrgenommen. Von 1965 bis 2012 hat sich in den USA der Anteil der rauchenden Bevölkerung von 46 auf 18 Prozent reduziert. Trotz des Werbeverbots, der hohen Besteuerung von Tabakprodukten und den abschreckenden Bildern auf Zigarettenschachteln bemängelt die World Health Organization (WHO), dass die Maßnahmen gegen Tabakkonsum und dessen schädliche Folgen in Deutschland zu lax seien. Denn nicht nur der aktive Konsum von Tabakprodukten ist gesundheitsgefährdend, durch das sogenannte Passivrauchen sterben jährlich weltweit 1,2 Millionen Nichtraucherinnen und Nichtraucher, darunter schätzungsweise 65.000 Kinder.
Die Interessenvertretungen der Tabakindustrie unternehmen erhebliche Anstrengungen, um die wissenschaftlichen Fakten mit eigenen Ausführungen in ein anderes Licht zu rücken. Die Bemühungen von Lobbyisten fanden sogar ihren kulturellen Niederschlag in mehreren Hollywood-Filmen, u. a. Insider (1999) und Thank You for Smoking (2005). In Deutschland agiert der Deutsche Zigarettenverband als Vertreter mehrerer großer Zigarettenhersteller, insbesondere um die Gesetze zum Schutz der Nichtraucher in den Bundesländern abzuschaffen.